# Hernando de Lavalle y García
Hernando de Lavalle y García (Lima, 28 de septiembre de 1898-Ib., 1967) fue un abogado, político y banquero peruano. Fue director del Banco Central de Reserva y candidato a la presidencia de la República en las elecciones generales de 1956.

## Biografía
Hijo de José Antonio de Lavalle y Pardo (abogado y magistrado, que fue ministro de Justicia e Instrucción en 1897) y nieto José Antonio García y García y de José Antonio de Lavalle y Arias de Saavedra (diplomático y escritor).
Realizó sus estudios en el colegio Sagrados Corazones Recoleta y en la Universidad Mayor de San Marcos, donde se graduó de doctor en Derecho y Ciencias Políticas (1921) y se recibió de abogado (1922). Se destacó como líder universitario y fue presidente de la Federación de Estudiantes de San Marcos.. En esa misma universidad, fue profesor de Finanzas y Legislación Financiera, y de Derecho Bancario.
Considerado uno de los más respetados abogados de su tiempo y un especialista en materia financiera, muy pronto fundó y dirigió con éxito el estudio jurídico de su nombre, y fue asesor legal de diversas compañías entre ellas la Peruvian Corporation y el Banco Italiano. En este último, transformado en el Banco de Crédito del Perú, fue durante décadas director y vicepresidente del directorio. Fue, además, director del Banco Central de Reserva en 1929.
En 1938, recibió su primera designación a un puesto público cuando fue nombrado presidente de la Comisión Permanente Mixta que negoció el tratado comercial con Chile. Fue, luego, asesor frecuente en el Congreso de la República como miembro de comisión consultiva de Relaciones Exteriores (1947) y de la de Hacienda (1948).
Ganó prestigio y celebridad en su profesión, así como por su calidad humana, por lo que la clase política lo tuvo siempre en cuenta para las situaciones difíciles, cuando hacía falta una concordia nacional. En 1955, cuando el presidente Manuel A. Odría decidió no prorrogarse más en el poder, pensó en Lavalle como el candidato ideal de unidad nacional para las elecciones generales de 1956. Para aceptar la candidatura, Lavalle puso como condición la reapertura del diario La Prensa y la libertad de su director Pedro G. Beltrán. Superado estos inconvenientes, Lavalle anunció el 14 de abril de 1956 su decisión de postular a la presidencia, con estas palabras:

Escuchando el patriótico e insistente llamado que me hicieran los más diversos sectores de la ciudadanía, asumí el encargo de contribuir a crear un clima de unión y convivencia nacionales y aceptó hoy la solicitación que con tanto calor y decisión se me hace para postular mi candidatura a la Presidencia de la República para el próximo periodo.

El nombre de la agrupación política que lanzó su candidatura era Unidad Nacional y Convivencia Democrática. Contaba con la simpatía de los grupos de poder económico y con el apoyo del Partido Restaurador, el partido gubernamental (que tiempo después sería bautizado como la Unión Nacional Odriísta). También le apoyó, en un inicio, el recientemente fundado Partido Demócrata Cristiano.
Lavalle parecía tener asegurado su triunfo. Pero quien decidió finalmente el resultado de las elecciones fue el electorado aprista, cuyo partido estaba proscrito desde 1948. El líder aprista, Haya de la Torre, que se hallaba en el exilio, envió plenos poderes a sus representantes para que negociaran los votos apristas a cambio del regreso a la legalidad del APRA. La primera opción de los apristas fue Lavalle, en su calidad de candidato de unificación nacional. Pero Lavalle, presionado por los grupos de poder antiapristas (como el diario El Comercio), se limitó a ofrecer un estatuto de partidos que otorgaría la legalidad al APRA en fecha no determinada, lo que para los apristas no era suficiente. Fue otro candidato, el expresidente Manuel Prado y Ugarteche, del MDP, quien tuvo la habilidad de ganarse el apoyo de los apristas, a quienes prometió levantarles la proscripción el primer día que asumiera el poder. Fue así como el APRA, casi a último momento, se orientó hacia la candidatura de Prado y decidió su triunfo. Lavalle quedó en tercer lugar, detrás de Prado y Belaunde.
Hernando de Lavalle, fue presidente del Rotary Club de Lima de 1929 a 1930, además, decano del Colegio de Abogados (1946-1947), presidente del Club Nacional (1940-1942) y presidente de la Beneficencia de Lima (1940). Asimismo, fue presidente de la Inter-American Bar Association - IABA (Federación Interamericana de Abogados - FIA) con sede en Washington D. C., Estados Unidos de América (1947-1949).